# 프랑수아 크리스토프 켈레르만
프랑수아 에티엔 크리스토프 켈레르만(프랑스어: François Étienne Christophe Kellermann, 1735년 5월 28일~1820년 9월 23일)은 프랑스의 군인이다. 1804년 프랑스 육군원수로 임명되었으며, 1808년 발미 공작 작위를 받았다. 그는 7년 전쟁과 프랑스 혁명 전쟁, 나폴레옹 전쟁을 모두 경험한 인물이었다. 아들인 프랑수아 에티엔 켈레르만 역시 유명한 기병장군이었다.

## 생애

### 어린 시절
프랑수아 크리스토프 켈레르만은 1735년 5월 28일 스트라스부르에서 후일 시의원이 되는 장 크리스토프 켈레르만(Jean Christophe Kellermann)과 마리 마들렌 뒤르(Marie Madeleine Dürr)의 7남 5녀 중 장남으로 태어났다. 켈레르만 가문은 본래 작센 출신의 상인 가문으로 17세기 말엽 스트라스부르에 정착했고, 켈레르만의 조부 대에 귀족이 되었다. 켈레르만은 유복한 가정 환경에서 어릴 때부터 좋은 교육을 받을 수 있었지만, 행정관이나 법률가보다 군인이 되기를 바랐다.
켈레르만은 로벤달 연대(Régiment de Lowendal)에 사관후보생으로 자원입대하여 군 생활을 시작했다. 1752년 소위로 임관한 그는 7년 전쟁 때 프로이센군에 맞서 용맹하게 싸웠으며, 종전 후에는 외교 업무를 맡아 폴란드를 방문하기도 했다. 이 때의 경험으로 인해서 켈레르만은 1771년 바르 동맹군을 지원하기 위해 파견된 프랑스 장교단의 일원으로 선발될 수 있었으며, 크라쿠프를 탈환하고 티니에츠에서 아군의 퇴로를 엄호하는 데 기여하여 생루이 훈장 슈발리에(chevalier)를 수훈받았다. 그는 1788년에 준장(maréchal de camp)으로 진급함으로써 나폴레옹이 임명한 26인의 원수들 중 프랑스 혁명 이전에 장성으로 진급한 유일한 인물이 되었다.

### 프랑스 혁명전쟁기

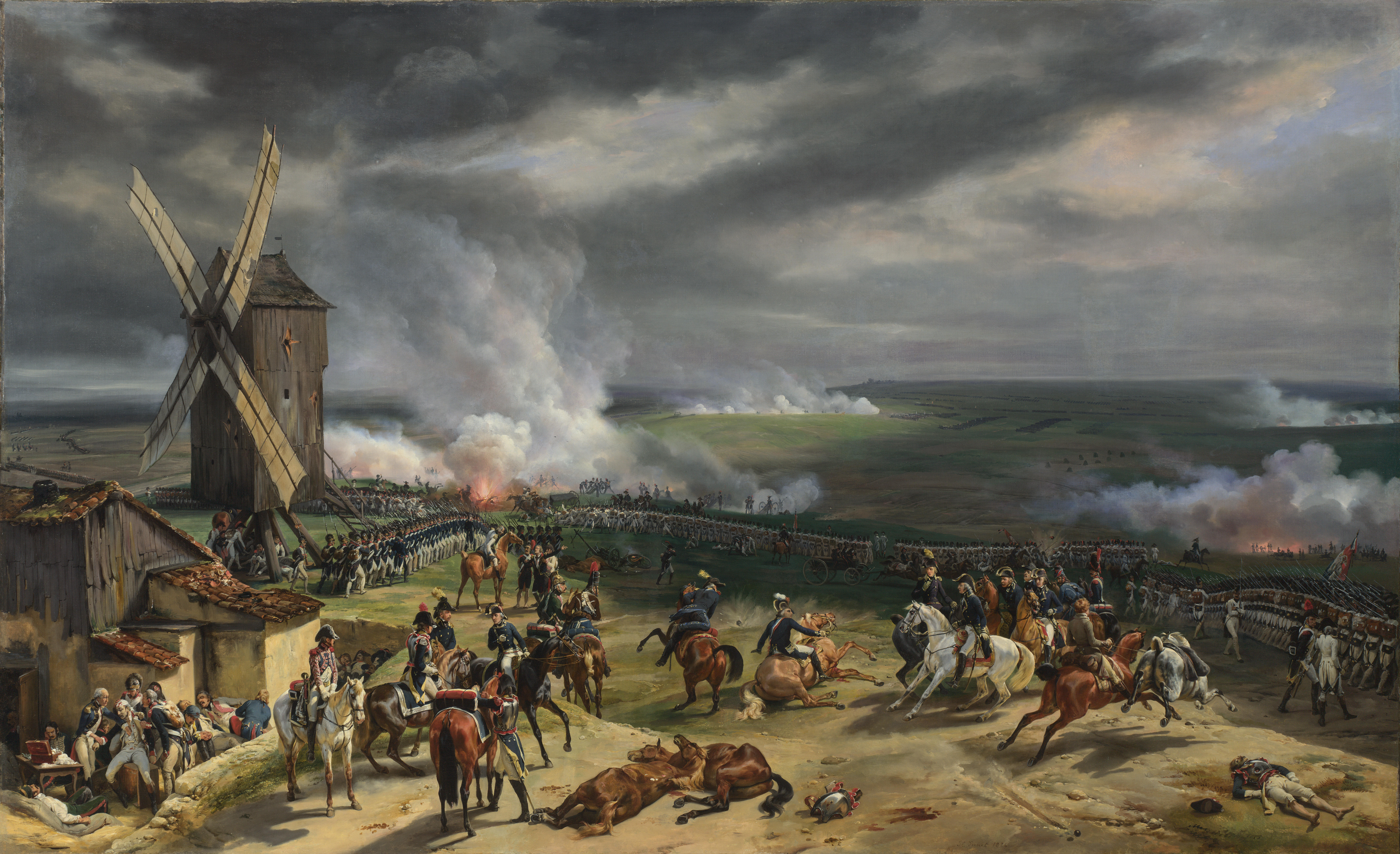
발미 전투(1792)

1789년 프랑스 혁명이 일어나자 켈레르만은 혁명에 우호적인 태도를 보였다. 1791년 2월 오랭 주 주둔군사령관, 4월에 바랭 주 주둔군사령관으로 임명된 켈레르만은 혼란스러운 알자스 지방을 통제하고 란다우 요새를 훌륭하게 재정비한 공적으로 1792년 3월 소장으로 진급했다. 8월 26일, 그는 니콜라 뤼크네 원수의 뒤를 이어 중부군(Armée du Centre)사령관으로 임명되었으며, 9월 19일 북부군(Armée du Nord)사령관 샤를 프랑수아 뒤무리에와 함께 발미 전투에서 승리를 거두었다. 발미 전투에서의 승리는 그를 혁명전쟁의 영웅으로 만들어 주었고, 그의 군 경력에서 가장 인상적인 전공이 되었다.
그러나 11월 14일, 켈레르만은 명령불복종 및 적극적으로 공세에 나서지 않는다는 죄목으로 군사법정에 기소되었고 무죄 판결을 받았으나 알프스군(Armée des Alpes)사령관직으로 밀려났다. 그는 1793년 9월에 벌어진 일련의 전투에서 사르데냐 왕국군을 무찌르고 사보이를 탈환했지만, 11월에 자코뱅파에 의해 불충성 혐의로 다시 기소되어 13개월 동안 수감 생활을 했다.
1794년 7월 자코뱅 정권의 몰락으로 석방된 켈레르만은 알프스군 사령관으로 복직했다. 1797년 9월 13일 알프스군이 해체된 이후 그는 국민위병과 서부군(Armée de l'Ouest)의 기병총감, 바타비아군(Armee de Batavie) 임시사령관 등의 직책을 역임했으며, 브뤼메르 18일 쿠데타 이후에는 나폴레옹에 의해 상원의원이 되었다.

### 나폴레옹 전쟁기
나폴레옹은 켈레르만의 군사적 재능을 높이 평가하지 않았다. 그는 켈레르만이 용맹하고 활동적이지만 사령관이 될 자질은 없다고 보았다. 켈레르만 또한 나폴레옹은 내전을 통해 권력을 잡은 야심가일 뿐이라고 생각했다. 그러나 나폴레옹은 새로운 체제의 수립을 위해 군부 내의 다양한 세력과 혁명전쟁의 공신들을 포섭해야 할 필요가 있었으며, 켈레르만도 가문의 번영과 아들의 출세를 위해서는 나폴레옹에게 협조하지 않을 수 없었다. 1804년 5월 19일, 나폴레옹은 켈레르만을 제국 원수로 임명하고, 요하니스베르크의 장원과 콜마르 의원령(sénatorerie) 등 많은 토지를 하사했다. 1808년에는 발미 공작으로 봉해졌다.
나폴레옹 전쟁기에, 고령의 켈레르만은 예비군 사령관과 같은 후방 업무를 주로 담당했다. 그는 1805년에서 1809년 사이 예비군 제 3군단(Le 3e corps de réserve), 에스파냐 방면군 예비군(Armée de réserve d'Espagne), 라인군 예비군(Armée de réserve du Rhin), 북부군 예비군(Armée de réserve du Nord)사령관을 연이어 맡았다. 이후 건강 문제로 잠시 일선에서 물러났다가, 1812년 제 25•26 군관구 사령관으로 임명되었다.
1813년 독일-프랑스 전쟁이 시작되자 켈레르만은 라인군 예비군 사령관이 되어 동부 국경지대로 이동했다. 그는 라이프치히 전투 직후 마인츠와 프랑크푸르트에서 부상병들을 옮기는 일을 담당했으며, 메스에 모여든 패잔병들을 통솔하여 샬롱앙샹파뉴에 방어선을 구축했다. 그러나 1814년 1월, 나폴레옹은 다른 원수들에게 현장 지휘를 맡기고 켈레르만은 파리로 돌려보냈다.

### 부르봉 왕정복고와 말년

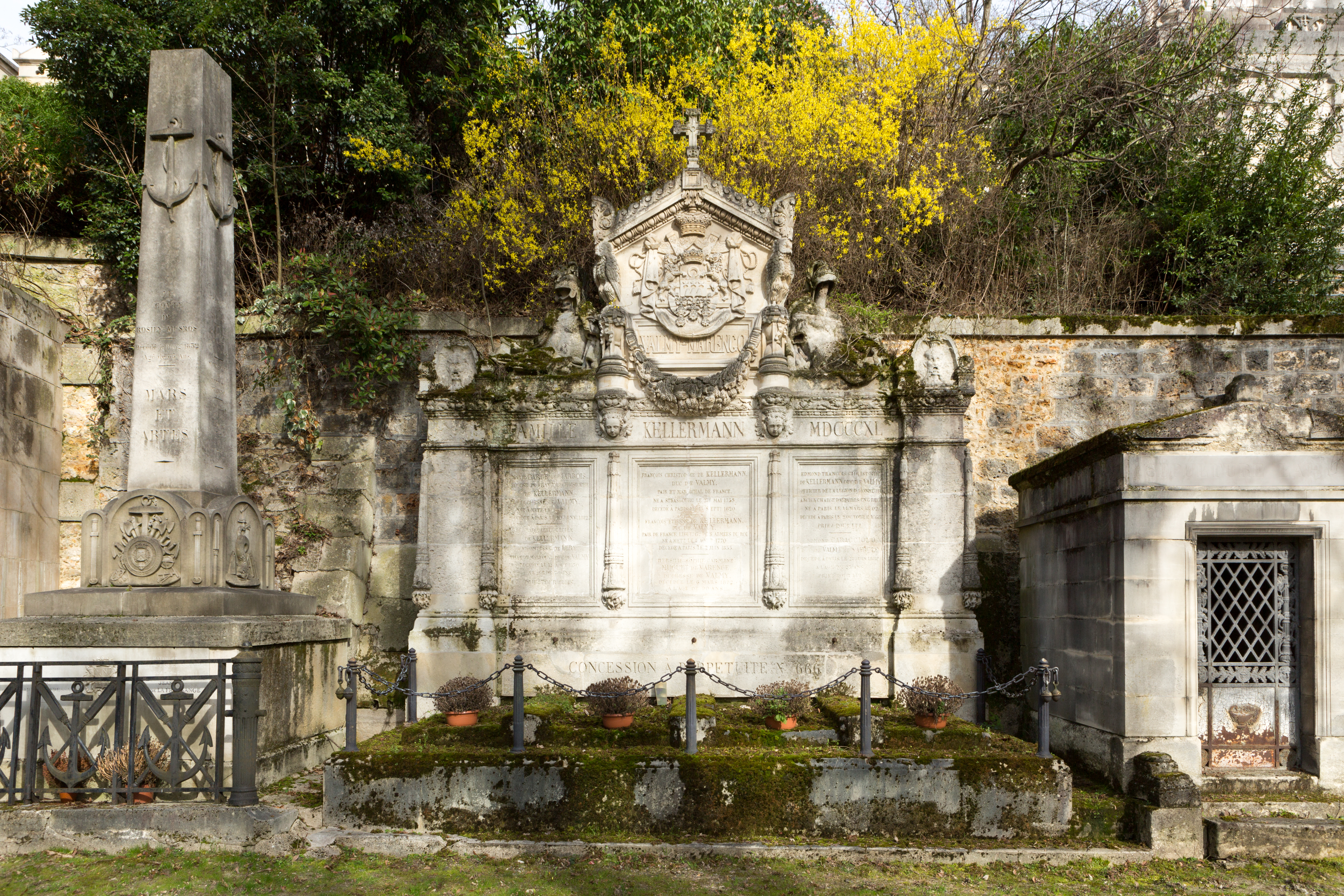
켈레르만 가문의 묘

1814년 4월 1일, 켈레르만은 상원에서 나폴레옹의 퇴위에 찬성표를 던졌다. 루이 18세는 그를 귀족원 의원으로 임명했다. 백일천하 때 아들인 프랑수아 에티엔 켈레르만이 나폴레옹에게 적극적으로 협조하여 워털루 전투에 참전한 것과 달리, 늙은 원수는 조용히 자택에 칩거했다. 또한 나폴레옹이 완전히 몰락한 후에는 체포된 미셸 네 원수의 사형 판결에 동의하기도 했다. 몇몇 왕당파들로부터 지속적인 위협을 받기는 했지만, 켈레르만은 왕정복고 시대에 자신의 원수 칭호와 연금, 발미 공작위를 모두 유지할 수 있었다.
1820년 9월 13일, 켈레르만은 파리의 자택에서 노환으로 사망했다. 그는 자신의 심장을 발미에 묻어 달라는 유언을 남겼다. 그는 파리의 페르 라셰즈 묘지에 묻혔고 그의 심장은 유언에 따라 발미 전투 기념비에 안장되었다.

## 가족관계

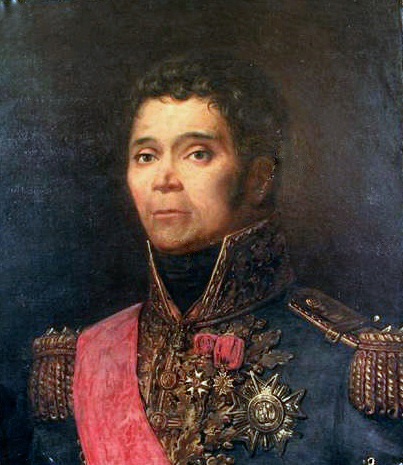
프랑수아 에티엔 켈레르만

켈레르만은 1769년 마리 안 바르베(Marie Anne Barbé)와 결혼하여 1남 1녀를 두었다.
- 부인 : 마리 안 바르베(1742~1812), 재무관 프랑수아 바르베의 딸
  - 아들 : 프랑수아 에티엔 켈레르만(1770~1835), 프랑스 장군
  - 며느리 : 테레사 뉴디(1765~1845)
    - 손자 : 펠릭스 오귀스트 켈레르만
    - 손자 : 샤를 이폴리트 켈레르만(1800~1834), 군인
    - 손자 : 프랑수아 에드몽 켈레르만(1802~1868), 법학자, 외교관

  - 딸 : 마르게리트 세실 켈레르만(1773~1850)
  - 사위 : 프랑수아 조제프 쇼스그로 드 레리(1754~1824), 프랑스 장군
    - 손자 : 나폴레옹 구스타브 쇼스그로 드 레리(1804~1857)

## 참고 문헌
- BANC, Jean Claude (2013). 《Dictionnaire des maréchaux de Napoléon》. Pygmalion. ISBN 9782756411484.

- REISS, René (2009). 《Kellermann》. Tallandier. ISBN 9782847344684.

- VALYNSEELE, Joseph (1957). 《Les maréchaux du Premier Empire : leur famille et leur descendance》. ASIN B001BNFM9Y.

- Napoleon I (1830). 《Mémoires pour servir à l'histoire de France, sous le règne de Napoléon, écrits à Sainte-Hélène, sous sa dictée, par les généraux qui ont partagé sa captivité. Deuxième édition, disposée dans un nouvel ordre et augmentée de chapitres inédits, etc., 1권》.